# Katastrofa lotu Knight Air 816
Katastrofa lotu Knight Air 816 – wydarzyła się 24 maja 1995. W jej wyniku Embraer EMB 110 Bandeirante należący do linii Knight Air rozbił się w okolicy Dunkeswick, zabijając wszystkie 12 osób na pokładzie.

## Samolot i załoga
Maszyną obsługującą lot 816 był Embraer EMB 110 Bandeirante (nr rej.G-OEAA) o numerze seryjnym 110256. Samolot został wyprodukowany w 1980 roku i wylatał 15348 godzin.
Kapitanem lotu 816 był 49-letni John Caston z 3257 godzinami nalotu, a drugim pilotem był 29-letni Paul Denton z 302 godzinami nalotu.

## Przebieg lotu
Samolot wystartował o 17:47 z Leeds i przeprowadzał rutynowy lot do Aberdeen. Pogoda tego dnia była niesprzyjająca, widoczność wynosiła tylko około 1000 metrów, a podstawa chmur znajdowała się na wysokości 120 metrów. Na wysokości około 500 metrów drugi pilot zgłosił problemy ze sztucznym horyzontem oraz zgłosił chęć powrotu na lotnisko. Kontroler podał załodze kurs powrotny na lotnisko, ale niestety piloci w wyniku awarii przyrządu i braku odniesienia do horyzontu za oknem nie byli w stanie wykonać odpowiednich manewrów, przez co maszyna zaczęła wykonywać niekontrolowane manewry, a następnie wpadła w nurkowanie i rozpadła się w powietrzu. Zginęły wszystkie osoby na pokładzie.

## Śledztwo
Śledztwo wykazało, że przyczyną była awaria sztucznego horyzontu, a w następstwie utrata orientacji przestrzennej. Śledczy zwrócili również uwagę na brak trzeciego sztucznego horyzontu, który pomógłby wskazać niesprawny instrument. Przyczyny awarii nie udało się ustalić.